# 30 pluviôse
30 nivôse 30 ventôse
Le décadi 30 pluviôse, officiellement dénommé jour du traîneau, est le 150e jour de l'année du calendrier républicain.
C'était généralement le 18e jour du mois de février dans le calendrier grégorien.